# 冈比亚历史
现今的冈比亚曾是加纳帝国，马里帝国和桑海帝国的一部分。

## 早期历史
现今冈比亚地区最早的文字记载的是来源于9至10世纪的阿拉伯商人。中世纪时期，该地区为跨撒哈拉沙漠贸易为主导。阿拉伯商人建立了跨撒哈拉贸易路线作奴隶、金和象牙贸易。
13世纪，现今冈比亚为马里帝国的宪法中规定的领土。15世纪葡萄牙取海上路线贸易。那时冈比亚是马里帝国一部份。
16世纪，桑海帝国控制了今冈比亚大多数领土。随后，摩洛哥人和葡萄牙人相继侵入。
1588年葡萄牙王位申诉人安东尼奥（Antonio, Prior of Crato）把冈比亚河贸易特权售予英国商人，这项许可可以从英国女王伊丽莎白一世的信件中证明。1618年，英国国王詹姆士一世给予一英格兰公司从事冈比亚和黄金海岸（今加纳）贸易的特许状。自1651年至1661年冈比亚间接成为波兰立陶宛大公国的殖民地：这地由库尔兰王子（Jakub Kettler）购买。当时库尔兰是波兰—立陶宛联盟共和国的采邑。

## 殖民地的竞争

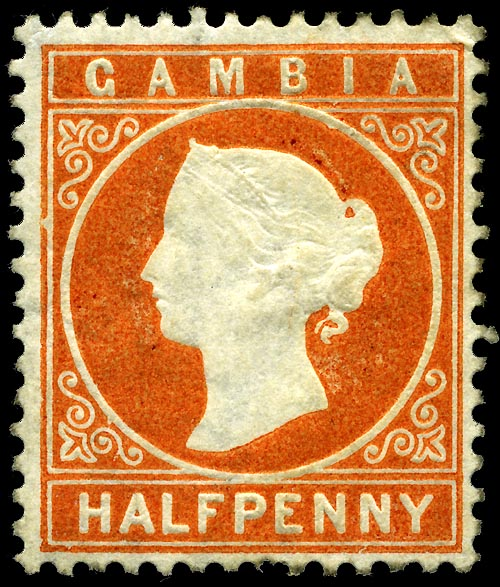
岡比亞的1880年郵票

从17世纪末开始，延续至整个18世纪，英格兰和法国持续争夺塞内加尔和冈比亚的政治和商业主导。1783年英国与法国签订巴黎条约，占有冈比亚，但法国仍保留冈比亚河北岸一小块飞地，该地在1857年让予英国。
在三个世纪的跨大西洋奴隶贸易中，多达3百万奴隶被带离这地区。美国作家Alex Haley追溯其祖先为1760年代冈比亚河Juffure村的曼丁哥族。
1807年大英帝国废奴隶贸易，英国曾尝试制止冈比亚的奴隶贸易，但不成功。1816年英国设驻军于巴瑟斯特（今班珠尔）。此后班珠尔受英国的塞拉利昂总督管辖。1888年，英国分离冈比亚成独立殖民地，1888年成为英国直辖殖民地。1889年与法国签订了现今的边界。

## 20世纪
1901年，冈比亚拥有了自己的行政和立法议会。并逐步向自治。1906年的条例废除了奴隶制。
在第二次世界大战中，冈比亚军队与盟军在缅甸作战。班珠尔担任美国空军和盟军联络的空气站。美国总统罗斯福曾在班珠尔停留过夜。

## 独立
第二次世界大战后，政制改革加快。1962年普选后，1963年获许成立完整的内部自治政府。1965年2月18日冈比亚获得独立，成为英联邦内的君主立宪制国家。1970年4月24日冈比亚在第二次公民投票后建立共和国。
在1994年军事政变前，冈比亚是由总统达乌达·凯拉巴·贾瓦拉管治，他获选举连任5次。贾瓦拉时代的相对稳定局势首先被1981年失败武装政变破坏。
发生图谋政变后，塞内加尔和冈比亚签订1982年同盟国条约。所产生的塞内甘比亚目标为对付两国武装力量和统一两国经济和货币。1989年冈比亚从邦联退出。
1994年7月，武装力量临时执政委员会(The Armed Forces Provisional Ruling Council, AFPRC) 在军事政变夺权，推翻贾瓦拉的政府，其主席叶海亚·贾梅中尉(Yahya A.J.J. Jammeh)成为国家元首。AFPRC公布回复到民主平民政府的过渡方案。1996年临时选举委员会(The Provisional Independent Electoral Commission, PIEC)成立，负责举行国家选举，1997年转为独立选举委员会(The Independent Electoral Commission, IEC)，负责登记选民、举行选举和公民投票，2001年末和2002年初，冈比亚完成了完整的总统、众议院和地区选举过程，外国观察员对此评为自由、公平和透明，纵使仍有不足。获连任的总统叶海亚·贾梅2001年12月21日再次宣誓就职。爱国调整与建设联盟(The Alliance for Patriotic Re-Orientation and Construction, APRC)在国会仍保有多数派强势，特别因主要反对派联合民主党(The United Democratic Party, UDP)杯葛众议院选举。
2006年9月22日，总统选举举行，叶海亚·贾梅连任。2011年，他再次当选为总统。
2013年10日2日，發表聲明退出大英國協。2014年12月，爆发了一场企图推翻总统贾梅的未遂政变。
2015年12月10日，冈比亚改国号为“冈比亚伊斯兰共和国”。
2016年12月，阿達馬·巴羅当选下届总统并且获得国际承认。总统叶海亚·贾梅拒绝承认选举结果，但是最终在军事干涉下放弃权力。
2017年1月30日，恢复原国号“冈比亚共和国”。
在2019年8月27日，達烏達·凱拉巴·賈瓦拉去世，他是1962年至1970年间第一位冈比亚总理，1970年至1994年担任冈比亚共和国第一任总统。